# Кременчугский район
Кременчугский район (укр. Кременчуцький район) — административная единица на юго-западе Полтавской области Украины. Административный центр — город Кременчуг.

## География
С Кременчугским районом соседствуют все районы Полтавской области, Александрийский район Кировоградской области и Золотоношский район Черкасской области.
Площадь района — 6106,1 км².
Административным центром района является город Кременчуг.
Через район протекают реки: Днепр, Псёл, Сухой Кагамлык, Сухой Омельник, Сухой Кобелячек, Рудька.

## История
Кременчугский район образован Указом Президиума Верховного Совета УССР от 17 мая 1939 года.
17 июля 2020 года в результате административно-территориальной реформы район был укрупнён, в его состав вошли территории:
- Кременчугского района,
- Глобинского района,
- Козельщинского района,
- Семеновского района,
- частично Кобелякского района,
- а также городов областного значения Кременчуг и Горишние Плавни (бывший Комсомольск).

## Население
Численность населения района в укрупнённых границах — 399,4 тыс. человек.
Численность населения района в границах до 17 июля 2020 года по состоянию на 1 января 2020 года — 38 814 человек (всё — сельское).

## Административное устройство
Район в укрупнённых границах с 17 июля 2020 года делится на 12 территориальных общин (громад), в том числе 3 городские, 4 поселковые и 5 сельских общин (в скобках — их административные центры):
- Городские:
  - Кременчугская городская община (город Кременчуг),
  - Глобинская городская община (город Глобино),
  - Горишноплавнинская городская община (город Горишние Плавни);
- Поселковые:
  - Градижская поселковая община (пгт Градижск),
  - Козельщинская поселковая община[укр.] (пгт Козельщина),
  - Новогалещинская поселковая община (пгт Новая Галещина),
  - Семёновская поселковая община (пгт Семёновка);
- Сельские:
  - Каменнопотоковская сельская община (село Каменные Потоки),
  - Оболонская сельская община (село Оболонь),
  - Омельникская сельская община (село Омельник),
  - Песчанская сельская община (село Песчаное),
  - Пришибская сельская община (село Пришиб).

### История деления района

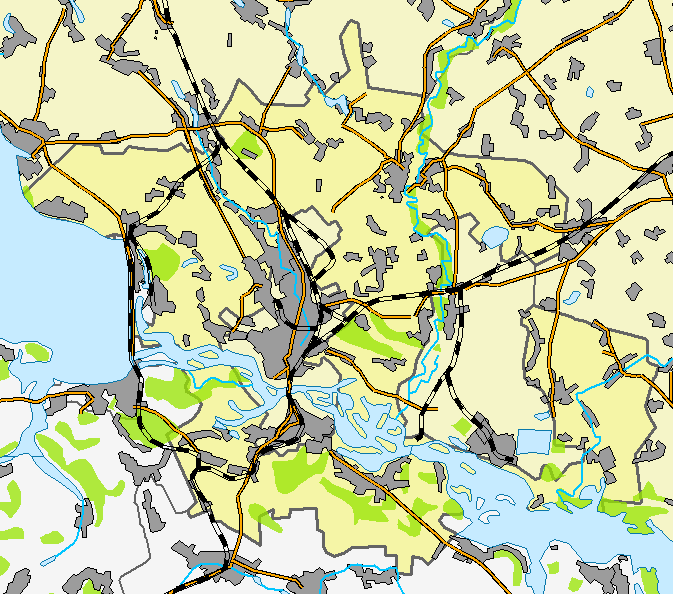
Район в старых границах до 17 июля 2020 года

В старых границах до 17 июля 2020 года район делился на местные советы:
| - Сельских советов: 19 | - Сёл: 73 |

Местные советы (в старых границах до 17 июля 2020 года):
| - Белецковский сельский совет - Бондаревский сельский совет - Гориславский сельский совет - Демидовский сельский совет - Запсельский сельский совет - Каменнопотоковский сельский совет - Кобелячковский сельский совет - Келебердянский сельский совет - Майбородовский сельский совет - Максимовский сельский совет | - Недогарковский сельский совет - Омельникский сельский совет - Песчанский сельский совет - Потоковский сельский совет - Пришибский сельский совет - Ракитненский сельский совет - Саловский сельский совет - Червонознаменский сельский совет - Ялинцовский сельский совет |

Населённые пункты (в старых границах до 17 июля 2020 года):
| с. Анищенки с. Белецковка с. Бондари с. Бурты с. Варакуты с. Василенки с. Вольная Терешковка с. Воскобойники с. Гориславцы с. Гуньки с. Демидовка с. Еристовка с. Запселье с. Зарудье с. Каменные Потоки с. Карповка с. Келеберда с. Киндровка с. Кобелячек | с. Ковалевка с. Ковали с. Коржовка с. Крамаренки с. Кривуши с. Литвиненки с. Майбородовка с. Максимовка с. Маламовка с. Малая Кохновка с. Малики с. Махновка с. Миловидовка с. Мирное с. Михайленки с. Найденовка с. Недогарки с. Новая Знаменка с. Новоселовка | с. Олефировка с. Омельник с. Остапцы с. Пановка с. Пащеновка с. Песчаное с. Петрашовка с. Писарщина с. Подгорное с. Потоки с. Приднепрянское с. Пришиб с. Пустовиты с. Пухальщина с. Пятихатки с. Работовка с. Радочины с. Ракитно-Доновка с. Ракитное | с. Ревовка с. Роево с. Романки с. Садки с. Саловка с. Самусиевка с. Сосновка с. Старая Белецкая с. Степовка с. Федоренки с. Чечелево с. Чикаловка с. Щербаки с. Щербухи с. Ялинцы с. Яремовка |

Ликвидированные населённые пункты (в старых границах до 17 июля 2020 года):
| с. Новоселовка-Шевченково | с. Парижской Коммуны |

## Транспорт
Через район проходят:
В направлении Киева: с. Ялинцы — 231 маршрут (г. Кременчуг 1-й занасыпь — с. Ялинцы) с. Недогарки (с. Рокито-Доновка) — 226 (г. Кременчуг Центр. рынок — с. Недогарки) с. Максимовка — 211 (г. Кременчуг Крюковский мост — с. Максимовка) В направлении Хорола: с. Гориславцы.

## Известные уроженцы
В районе родились:
- Морозов, Анатолий Маркианович (1895—1953) — советский военный деятель, генерал-майор (1940 год).